# Urgermanentheorie
Die Urgermanentheorie behauptet eine geschichtliche Kontinuität zwischen den in der Völkerwanderungszeit nach Westen aufbrechenden Germanen des östlichen Mitteleuropas und den fast tausend Jahre später während der deutschen Ostsiedlung nach Osten ziehenden Deutschen: Die Germanen kehrten demnach in Gestalt der Deutschen in ihre angestammte Heimat zurück, die sie nur vorübergehend verlassen hätten.

Ein Zitat von  Wolfgang H. Fritze macht den Kern der Thesen besonders klar: 

„Die bornierte Überbewertung des Germanentums gegenüber dem Slawentum, das durch seine ‚sarmatische‘ Qualifizierung als ‚asiatisch‘ diskriminiert werden soll, der immer wieder im Buche herumspukende Rassismus und die primitive, vorwissenschaftliche Gleichsetzung von nordischer Rasse und Germanentum sind deutliche Kennzeichen.“

## Entstehung und geschichtlicher Hintergrund
Die Urgermanentheorie entstand in der 2. Hälfte des 19. Jahrhunderts vor dem Hintergrund des Konflikts der Preußen mit den Polen in den Gebieten, die seit den polnischen Teilungen zu Preußen gehörten. Die Polen forderten die Wiederherstellung nationaler staatlicher Autonomie in den ursprünglichen polnischen Gebieten. Die Preußen begründeten die Verweigerung polnischer Eigenstaatlichkeit mit dem Argument, dass auf diese Gebiete schon vor den polnischen Teilungen deutsche Ansprüche bestanden hätten: Es handele sich nämlich um die Heimat der Germanen, die im Laufe der Geschichte zwar zu Deutschen geworden, aber eigentlich quasi Urgermanen seien.
Außerdem wären die slawisch-polnischen Gebiete durch die deutsche Ostsiedlung in ein durch deutsche Kultur geprägtes Land verwandelt worden, die durch diese Kulturleistung einen Anspruch auf dieses Land erworben hätten. Die dazugehörige „Kulturträgertheorie“ entstand also zum gleichen Zeitpunkt und im gleichen Zusammenhang, ebenso die „Slawenlegende“, nach der es eigentlich gar keine Slawen gäbe; bei diesen handele es sich vielmehr um Ostgermanen, die die Christianisierung verweigert hätten.
Beispielhaftes Zitat:

„Die Wanderung der Germanen und die Rückwanderung der Deutschen haben in diesen weiten Stromländern der Tiefebene zwei Arten von Denkmälern hinterlassen, die jede in ihrer Weise einzig und ehrwürdig, Kulturzeugen vom Werden und Wachsen eines ewig jungen Volkes sind: die Hünengräber der sagenhaften Vorzeit und die Findlingskirchen aus dem Zeitalter der Kolonisation, die in der Frühzeit des zehnten und elften Jahrhunderts eine Art Heldenzeitalter und im zwölften und dreizehnten Jahrhundert ihren wirtschaftspolitischen Höhepunkt erlebte und eine Erfüllung deutschen Kulturwillens darstellt.“

## Kritische Auseinandersetzung
Ein Hauptvertreter dieser nationalistischen und unhistorischen Sichtweise im 20. Jahrhundert war Walther Steller. Einer seiner argumentativen Hauptgegner war Wolfgang H. Fritze, der am Schluss seiner Steller-Widerlegung „Slawomanie oder Germanomanie?“ (1961) feststellte: „Es wäre wohl an der Zeit, die Entstehung des deutschen Vorurteils über die Slawen gründlich zu durchleuchten.“ Vor diesem Hintergrund und nicht zuletzt zu diesem Zweck gründete Fritze 1976 die Interdisziplinäre Arbeitsgruppe „Germania Slavica“ an der Freien Universität Berlin.
Fritzes wichtigstes Gegenargument: Aus den aus Osteuropa abwandernden Germanenstämmen entstand nicht nur das deutsche Volk, sondern es kam zunächst auch zu Herrschaftsgründungen in Spanien (Andalusien), Nordafrika (etwa heutiges Tunesien) und Frankreich. Bis heute umstritten sind die genaue Stammesstruktur der Germanen, die Namen sowie die zeitliche und räumliche Verortung der einzelnen Stämme, ihre Umbildungen und neuen Zusammenschlüsse oder Teilungen. Das mittelalterliche Kaiserreich der Deutschen ging unter Otto I. aus einem sächsisch-ostfränkischen Reich hervor, das unbeschadet einer gewissen ethnischen Kontinuität allenfalls Ansprüche als Teilerbe hätte geltend machen können, was zunächst einmal den Nachweis erfordern würde, dass die (West- und Ost-)Franken überhaupt in Osteuropa gesiedelt hätten. Eine staatlich-politische Kontinuität besteht jedoch in keinem Fall: „Indessen kann sich das deutsche Volk für seine territorialen Ansprüche im Osten nicht auf historische Rechte berufen, die älter sind als die Zeit seiner Entstehung“ (Fritze).